# الساندرو ونتورلا
آلساندرو "الکس" جیووانی ونتورلا (زادهٔ ۷ مارس ۱۹۷۸) نوازنده بریتانیایی است که در حال حاضر نوازنده گیتار بیس فعلی گروه هوی متال آمریکایی اسلیپ‌نات است.

## فعالیت هنری
او پیش از این به عنوان گیتاریست اصلی در گروه‌های کروکودیل و گریه برای سکوت فعالیت داشته است. در اوایل دوران حرفه‌ای خود، او به عنوان گیتاریست تور در گروه‌های برنت هایندز ، کوهید و کامبریا ، آرشیتکت‌ها و فایت‌استار از گروه ماستودون فعالیت داشته است.

## زندگی شخصی
ونتورلا در تاریخ ۱۳ ژوئیه ۲۰۲۰ با نامزدش لیزا گراهام ازدواج کرد.